# Rudolf Roessler
Rudolf Roessler (Rößler) (Kaufbeuren, Baviera, 22 de noviembre de 1897 - Suiza, 11 de diciembre de 1958) fue la figura central durante la Segunda Guerra Mundial en el círculo de espías conocido como "Lucy". Fue integrante de la organización de espionaje contra el nazismo, Orquesta Roja, donde se hallaban implicados alemanes de diversas profesiones.

## Esbozo biográfico
Hijo de un funcionario forestal bávaro, se educó en Augsburgo, siendo reclutado en la Primera Guerra Mundial. Al regreso comenzó a escribir crítica literaria y periodismo en Augsburgo y Berlín. 
En 1933 huyendo del nazismo se refugió en Lucerna, Suiza, donde poseía una editorial pequeña llamada Vita Novi. 
En esas actividades participó como centro de la red suiza conocida como Trío Rojo. Nombre en clave "Lucy", con uno o varios importantísimos informantes dentro del OKH, todavía hoy desconocidos; su mayor éxito fueron las informaciones previas a la Operación Ciudadela. Roessler era considerado un patriota por sus amigos, pero pasaba información a través de Suiza al agente Alejandro Radolfi, alias "Dora", que retransmitía sus informes a Moscú. Pero Stalin rehusó creerlas.
Durante la guerra proveyó valiosa información a la Unión Soviética sobre los planes alemanes en el Frente Oriental con gran precisión y en la Operación Ciudadela. Se desconocen las misteriosas fuentes de información que tenía pero siempre poseían una certeza sorprendente. Informó con anterioridad de los planes de invasión a Francia, Bélgica y Holanda.
Roessler fue arrestado al final y pasó un breve tiempo en prisión. Finalmente fue exonerado de todo cargo retornando a su compañía editorial.
Murió en la década de los 50 y también se supone que pudo haber sido un agente británico, de allí el nombre "Lucy".

## Escritos (críticas en alemán)
- Die Kriegsschauplätze und die Bedingungen der Kriegführung, Vita Nova Verlag: Luzern 1941
- Schauspiel 1929/30, Bühnenvolksbundverlag: Berlín 1930
- Schauspiel 1928/29, Bühnenvolksbundverlag: Berlín 1929